# Cassiodorus
Flavius Magnus Aurelius Cassiodorus Senator sau Casiodor (c. 485 – c. 585) a fost un om politic și scriitor roman.
A servit la curtea lui Theodoric cel Mare, în perioada de dominație ostrogotă a Imperiului Roman.
A fost discipol al lui Boethius                          .zeita marys
Una din cele mai valoroase lucrări ale sale este: Despre arte, în care a clasificat artele libere în: Trivium (logica, gramatica și dialectica) și Quadrivium (aritmetica, geometria, astronomia, muzica).
Lucrarea Calculul pascaliilor (562 d.Hr.) a fost scrisă sub influența Primului conciliu de la Niceea și prin care este confirmată interdicția creștinilor de a sărbători Paștele în aceeași zi cu evreii.
De asemenea, s-a ocupat de transcrierea manuscriselor științifice antice.

## Biografie
Casiodor s-a născut la Scylletium, lângă Catanzaro, în Calabria, Italia. Unii istorici moderni speculează că familia lui era de origine siriană, pe baza numelui său grecesc. Strămoșii lui au inclus câteva generații de slujitori de seamă ai statului. Străbunicul său a deținut comanda apărării coastelor de sud ale Italiei de raidurile vandalilor la mijlocul secolului al V-lea; bunicul său apare într-o ambasada romană la Attila, iar tatăl său (care purta același nume) a servit ca comes sacrarum largitionum și comes rerum privatarum al lui Odoacru și ca prefect pretorian al lui Theodoric cel Mare.
Casiodor și-a început cariera sub auspiciile tatălui său, la vârsta de vreo douăzeci de ani, când acesta din urmă l-a numit consiliarius, după numirea sa la Prefectura Pretoriană. În calitatea judiciară a prefectului, el deținea drept absolut de apel asupra oricărui magistrat din imperiu (sau regatul gotic, mai târziu), iar consiliarius servea ca un fel de consilier juridic în cazurile de mai mare complexitate. Evident, prin urmare, Casiodor făcuse oarecare studii în drept. În cariera sa a lucrat ca chestor sacri palatii c. 507–511, ca consul în 514, apoi ca magister officiorum sub Theodoric și mai târziu sub regența tânărului succesor al lui Theoderic, Athalaric. Casiodor ținea înregistrări și evidențe abundente cu privire la treburile publice. La curtea gotică, darul său literar, care pare manierat și retoric cititorilor moderni, era atât de apreciat încât, atunci când se afla la Ravenna, i s-a încredințat adesea redactarea unor documente publice semnificative. Culmea carierei sale a fost funcția de prefect pretorian al Italiei, efectiv prim-ministrul guvernului civil ostrogot și o mare onoare. Casiodor a colaborat, de asemenea, cu Papa Agapet I pentru a înființa o bibliotecă de texte grecești și latine care aveau drept scop sprijinirea unei școli creștine la Roma.

James O'Donnell notează:
Este aproape incontestabil că el a acceptat avansarea în 523 ca succesor imediat al lui Boethius, care atunci căzuse în disgrație după mai puțin de un an ca magister officiorum și care a fost aruncat în închisoare și apoi executat. În plus, socrul (și tatăl vitreg) al lui Boethius, Symmachus, până atunci un om de stat distins, a fost executat ca și Boethius în decurs de un an. Toate acestea au fost rezultatul adâncirii diviziunilor dintre vechea aristocrație senatorială din Roma și adepții stăpânirii gotice de la Ravenna. Dar citind Variae ale lui Casiodor nu s-ar bănui niciodată astfel de lucruri.
Nu există nicio mențiune a morții lui Boethius în selecția de corespondență oficială a lui Casiodor.
Athalaric a murit la începutul anului 534, iar restul carierei publice a lui Casiodor a fost dominat de recucerirea bizantină a Italiei și de intrigile dinastice ale ostrogoților. Ultimele sale scrisori au fost redactate în numele lui Vitiges. Prin 537–38, a plecat din Italia la Constantinopol, de unde a fost numit succesorul său; Casiodor a rămas în capitala de est timp de aproape două decenii, concentrându-se pe chestiuni religioase. Acolo l-a întâlnit pe Junillus, chestorul lui Iustinian I. Călătoria sa la Constantinopol a contribuit la aprofundarea cunoștințelor sale religioase.
Cassiodor și-a petrecut cariera încercând să depășească diviziunile culturale din secolul al VI-lea: între Est și Vest, cultura greacă și latină, romană și gotă și între un populație ortodoxă și conducătorii săi arieni. El vorbește cu drag în Institutiones despre Dionisie Exiguul, care a propus numărarea anilor de la Nașterea Domnului.
La pensionare, a întemeiat mănăstirea Vivarium pe moșiile familiei sale de pe coastele Mării Ionice, iar în scrierile sale s-a dedicat religiei.